# Corticarina lobeliae
Corticarina lobeliae is een keversoort uit de familie schimmelkevers (Latridiidae). De wetenschappelijke naam van de soort werd in 1974 gepubliceerd door Johnson.